# Hudson (Indiana)
Hudson – miasto w Stanach Zjednoczonych, w stanie Indiana, w hrabstwie Steuben.